# Surapati

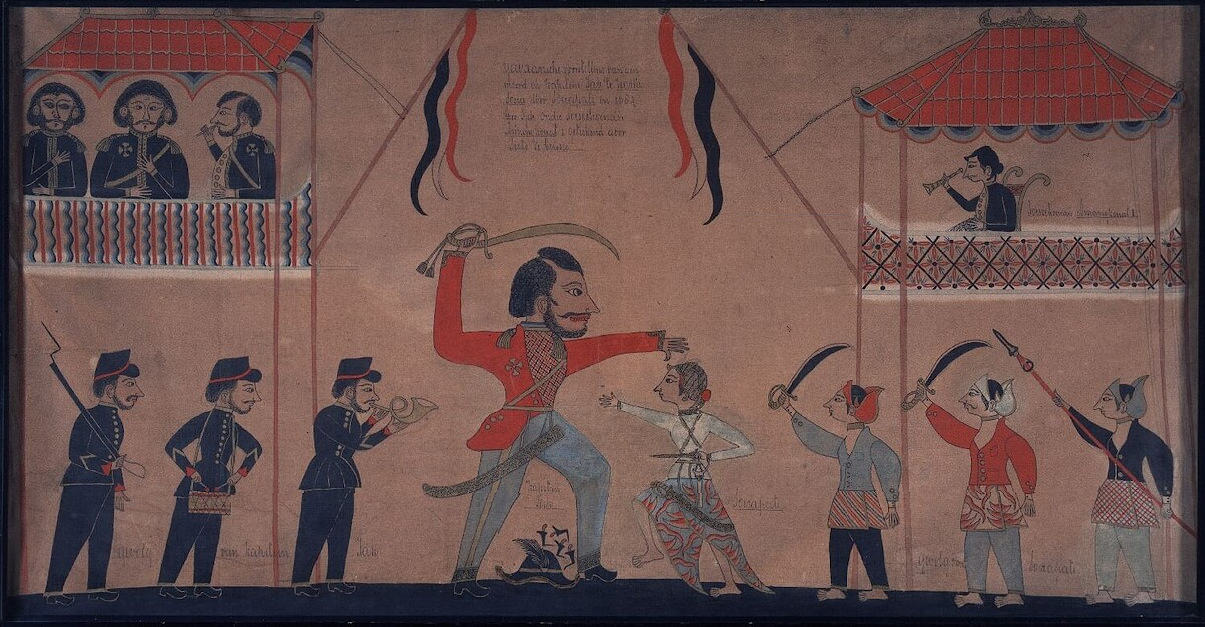
Le meurtre du capitaine Tack de la VOC par les troupes javanaises et celles de Surapati

Surapati (1660 – 5 décembre 1706) est le chef de la plus importante rébellion contre la VOC (Compagnie néerlandaise des Indes orientales).

## Biographie
Surapati était un Balinais qui vivait comme esclave à Batavia, le siège de la VOC (aujourd'hui Jakarta, capitale de l'Indonésie). Il s'était enfui dans la montagne au sud de la ville. En 1683, il se rend et est enrôlé dans la troupe de la VOC. En janvier 1684, avec d'autres soldats balinais, il attaque un détachement de 39 hommes de la compagnie et en tue 20. Il fuit ensuite vers l'est et est accueilli avec ses 80 hommes à Kartasura, capitale du royaume de Mataram, où il s'installe comme protégé du sunan (roi) Amangkurat II.
En 1686 la VOC envoie le capitaine Tack à Kartasura pour convaincre Amangkurat de lui livrer Surapati. Tack arrive alors que des soldats du roi sont en train d'attaquer la demeure de Surapati. En réalité, cette attaque est un simulacre car Amangkurat ne compte pas livrer celui qu'il considère comme un précieux allié. Tack est tué avec 74 autres Néerlandais par les hommes de Surapati et des soldats javanais déguisés en Balinais. Le reste des forces de la VOC se réfugie dans la garnison néerlandaise de Kartasura.
Surapati quitte ensuite Kartasura pour Pasuruan dans l'est de Java, où il se taille un fief dans des terres de Mataram. Amangkurat n'entend pas se laisser déposséder et envoie en 1690 une armée qui est battue par Surapati, dont la maîtrise de techniques militaires acquises chez les Néerlandais lui donne un avantage sur les Javanais. En 1699, le fief de Surapati s'étend sur une partie importante de l'est de Java et inclut Madiun.
Amangkurat II meurt en 1703. Son fils lui succède sous le titre d'Amangkurat III. Le nouveau roi a des sympathies pour Surapati. Mais il est contesté par un de ses frères, le prince Puger. L'année suivante, la VOC reconnaît Puger comme sunan. Celui-ci prend le titre de Pakubuwono Ier. C'est le début de la première guerre de Succession javanaise. En 1705 une coalition de Javanais et de soldats originaires de différentes régions de l'archipel, ainsi que de la VOC, marche sur Kartasura. Amangkurat doit fuir. Il rejoint Surapati. Ce dernier est tué en 1706 lors d'une attaque par des forces conjointes de Pakubuwono, de Madurais et de soldats de la VOC.
Surapati a été honoré du titre de "Héros national d'Indonésie" par le régime Soeharto en 1975.

## Source
- Ricklefs, M. C., A History of Modern Indonesia since c. 1200